# Palacio Donà a Sant'Aponal
El palacio Donà a Sant'Aponal, también conocido como palacio Donà o palacio Donà dalle Trezze, es un edificio del distrito de San Polo, en Venecia. Tiene vistas al Gran Canal y se encuentra entre el palacio Papadopoli y el palacio Donà della Madoneta.

## Historia
Se sabe que en 1314 el palacio era propiedad de Michele Zancani, en cuyo testamento se describe minuciosamente su estructura, datando su construcción mediado el siglo XIII. El edificio quedó dividido entre cuatro de los cinco hijos de Zancani.

## Descripción
El palacio original medía 21 metros de ancho, con un fondo de 60 metros. La fachada se abría hacia el Gran Canal con nueve bóvedas de crucería, de las que cinco se utilizaron como almacenes y cuatro como bodegas. La fachada izquierda poseía seis bóvedas y la derecha siete, todas ellas desaparecidas.
Cada planta noble poseía un "portego", o sala de recibimiento, iluminado por grandes ventanales, que en los siglos siguientes se sustituyeron por ventanas múltiples de cinco aberturas. En la segunda planta noble, más importante que la primera, las ojivas de la polífora están decoradas con capiteles del siglo XV, y con una hilera superior de estilo veneciano-bizantino, esculpida con motivos florales, que se extiende a lo largo de toda la fachada.
A lo largo de los siglos XV y XVII, el palacio fue remodelado en su totalidad, desapareciendo su aspecto original.

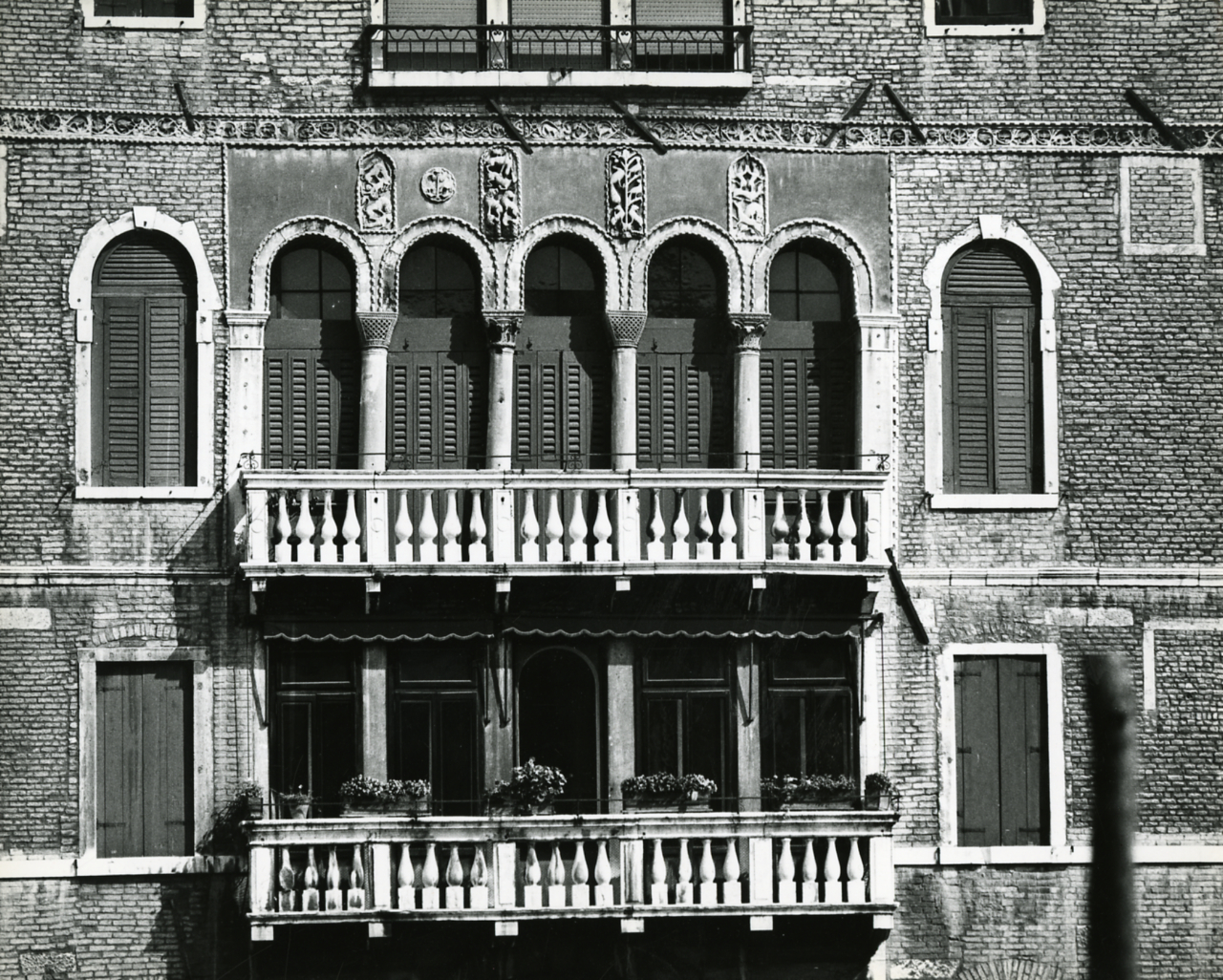
Fachada del edificio, fotografiada por Paolo Monti en 1969.
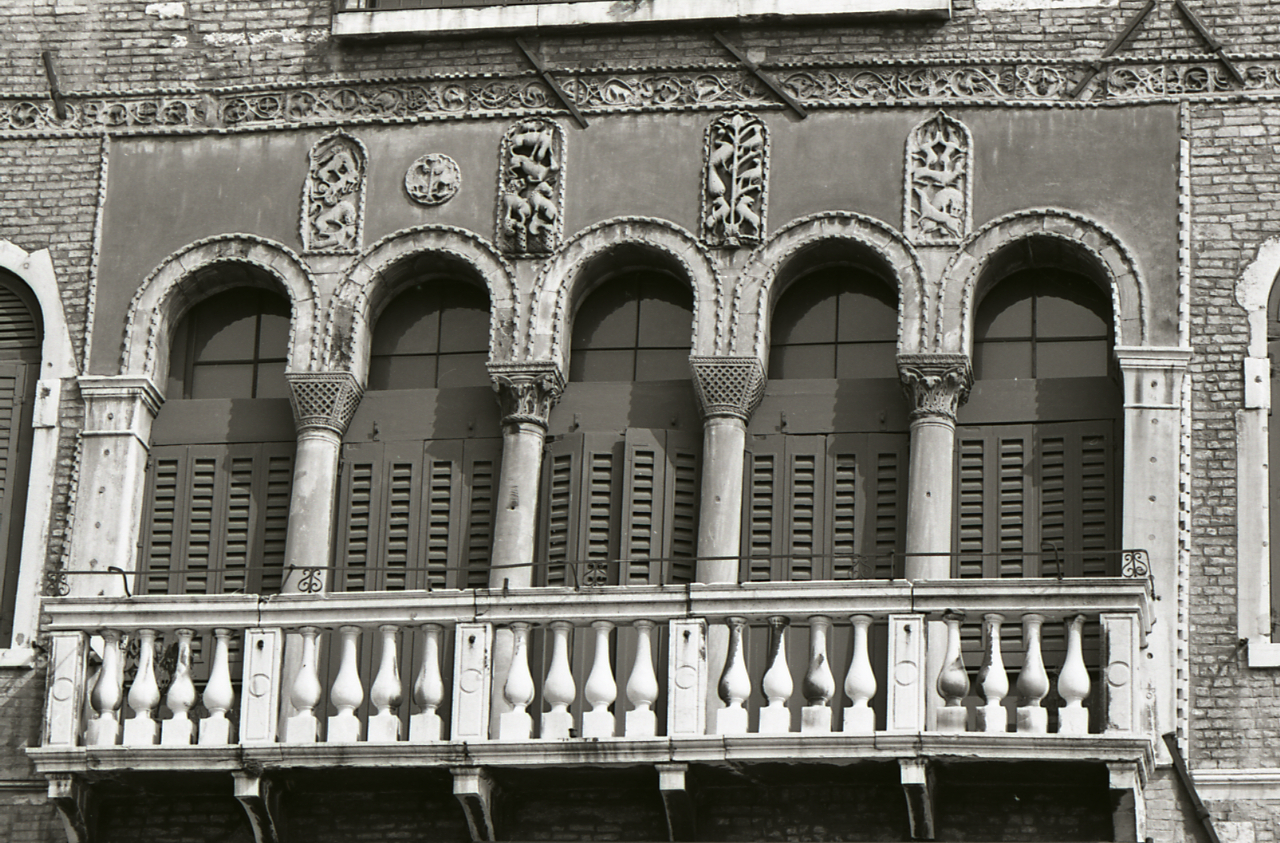
Detalle de la fachada.